# WebM
WebM är ett projekt startat av Google för att skapa ett högkvalitativt videoformat för webben som är öppet, royaltyfritt och gratis att använda. Projektet lanserades officiellt den 19 maj 2010 på utvecklarkonferensen Google I/O. 
Formatet är släppt som öppen källkod under en BSD-liknande licens. WebM består av videokodeken VP8, ljudkodeken Vorbis och delar av behållarformatet Matroska. Under 2013 utökades  WebM med stöd för VP9 och Opus jämte VP8 och Vorbis. WebM-filer innehållande VP9 och Opus har publicerats  och kan spelas upp med Chromium 26 och senare, om användaren aktiverar uppspelning av dessa format. WebM med VP9 och Opus presenterades under Google I/O den 15 maj 2013. Youtube använder VP9 och Opus för webbläsare som stöder dessa format. Under 2018 fick WebM stöd för det nya öppna videokodningsformatet AV1.

## Stöd
WebM kan spelas upp i webbläsarna Google Chrome (6.0 och senare), Firefox (4.0 och senare) och Opera (10.60 och senare), utan insticksprogram. Internet Explorer (9 och senare) kan spela upp formatet om avkodare för VP8 och Vorbis har installerats på datorn. På samma sätt kommer Apples Safari att kunna spela upp formatet. Vid projektets lansering var det ännu inte klart om dessa två webbläsarna i framtiden kommer att kunna spela upp formatet utan insticksprogram. Adobe har tillkännagivit att Flash Player kommer att ha stöd för formatet.
Även mediaspelaren VLC har stöd för formatet sedan version 1.1.0, liksom Winamp, Media Player Classic Home Cinema, jetAudio med flera.
Microsoft Edge har stöd för WebM med VP9 och Opus från och med version 14. För att Edge skall stödja WebM med VP8 och Vorbis (samt Opus, Vorbis och Theora i Ogg) krävs för närvarande (Edge 16) att Microsofts Webbmediatillägg installeras, men detta tillägg ingår i Windows 10 Insider Preview 17063, vilket ger Edge 17 inbyggt stöd för dessa format.